# Voșciînîne, Putîvl
Voșciînîne (în ucraineană Вощинине) este un sat în comuna Maciulîșcea din raionul Putîvl, regiunea Sumî, Ucraina.

## Demografie
Componența lingvistică a localității Voșciînîne
     Rusă (96,83%)
     Ucraineană (3,17%)
Conform recensământului din 2001, majoritatea populației localității Voșciînîne era vorbitoare de rusă (96,83%), existând în minoritate și vorbitori de ucraineană (3,17%).